# Set the Controls for the Heart of the Sun
Set the Controls for the Heart of the Sun – psychodeliczny utwór muzyczny brytyjskiego zespołu rockowego Pink Floyd, napisany przez ówczesnego lidera grupy, śpiewającego basistę Rogera Watersa. Na koncertach wykonywany był regularnie pomiędzy 1967 i 1973, a jego wersja oryginalna pochodzi z wydanego w 1968 roku albumu A Saucerful of Secrets – poza nim można go też usłyszeć na koncertowej części płyty Ummagumma, nagranym przez zespół filmie Pink Floyd: Live at Pompeii oraz składance Echoes: The Best of Pink Floyd.

## Utwór
Piosenka powstała w sierpniu 1967, a nagrywano ją w październiku tego roku i styczniu następnego. W książce Bruna McDonalda Pink Floyd – through the eyes of... Roger Waters przyznaje, że część tekstu „pożyczył” sobie ze zbiorku chińskiej poezji z okresu dynastii Tang (później zidentyfikowano go jako Poematy późnego Tang, tłumaczone na angielski przez A.C. Grahama).
Niektóre „pożyczone” wersy pochodziły z poematu Don’t go out the door autorstwa Li He (gdzie można przeczytać: „witness the man who raged at the wall as he wrote his question to heaven”), inne z wierszy Li Shangyina, który był autorem takich słów jak np. „watch little by little the night turn around”, „countless the twigs which tremble in dawn”, czy „one inch of love is an inch of ashes”.
Poza tym główny riff gitarowy Davida Gilmoura przypomina nieco frazę graną przez Jimmy’ego Garrisona w solo otwierającym „My Favorite Things” na albumie Johna Coltrane Live At The Village Vanguard Again!, co jednak może być tylko przypadkową zbieżnością; riff E E F E D E wykonano w skali frygijskiej, a takie „hinduskie” klimaty były w tamtych czasach bardzo popularne w muzyce rozrywkowej.
Podobnie jak inne utwory Pink Floyd, tak i „Set the Controls...” zainspirowało pisarza Douglasa Adamsa podczas tworzenia fikcyjnego zespołu Disaster Area, występującego w książce Restauracja na końcu Wszechświata. Disaster Area, znana przede wszystkim z bycia najgłośniejszą kapelą całego uniwersum, podobnie jak Pink Floyd używa w swych pokazach wielu efektów wizualnych, a kończy je zderzeniem statku kosmicznego z najbliższą gwiazdą.
Utwór jest unikatowy w dyskografii zespołu także ze względu na fakt, że jest to jedyna piosenka, w której można usłyszeć dwóch gitarzystów Pink Floyd, Syda Barretta i Davida Gilmoura. Zaczęto ją nagrywać jeszcze z Barrettem, a kończono już z Gilmourem, który ponakładał swoje partie na większość tych nagranych przez poprzednika.
Roger Waters grał ten utwór na swojej solowej trasie w latach 2006–2007, oraz na wcześniejszej In the Flesh Tour, odpowiednio na tle wyświetlanych na dużym ekranie klatek z filmów do „Arnolda Layne” i „The Scarecrow”. Na dwóch nocnych koncertach w Londynie, 26 i 27 czerwca 2002 publiczność została zaskoczona radosnym wydarzeniem: podczas „Set the Controls...” na bębnach obok Watersa gościnnie zagrał jego były kolega z Pink Floyd, Nick Mason, co było ich pierwszym wspólnym występem od czasu rozłamu z połowy lat 80.

## Covery i nawiązania
- Progmetalowa supergrupa OSI dołączyła cover utworu jako bonus do swej debiutanckiej płyty Office of Strategic Influence z 2003
- Swoją wersję utworu przedstawił również izraelski doom metalowy zespół Salem
- Psychodeliczna Kylesa wykonuje utwór na żywo na swoich koncertach; ostatnio nagrała także jego nową studyjną wersję
- Psychic TV wykonało cover tej piosenki na nagranym w hołdzie dla Pink Floyd albumie The World's Greatest Pink Floyd Tribute
- The Titanics napisało utwór o takim samym tytule, jednak o zupełnie innym tekście
- Na wydanym w 1994 singlu zespołu Erasure (Run to the Sun) znajduje się remix Chrisa and Coseya zatytułowany „Set the Controls for the Heart of the Sun Mix”
- W 1996 Barry Adamson wydał album Oedipus zawierający utwór „Set the Controls for the Heart of the Pelvis” z Jarvisem Cockerem z Pulp na wokalu
- LCD Soundsystem odnosi się do tego utworu w swoim „All My Friends”, utworze z wydanego w 2007 albumu Sound of Silver. W tekście słychać: „You switch the engine on/We set controls for the heart of the sun/one of the ways we show our age”
- The Smashing Pumpkins wykonało cover tego utworu na przynajmniej jednym swoim koncercie
- Black metalowa grupa 1349 coveruje ten utwór na płycie Revelations of the Black Flame.

## Wykonawcy
- David Gilmour – gitara
- Rick Wright – instrumenty klawiszowe i wibrafon
- Roger Waters – gitara basowa i wokale
- Nick Mason – bębny i perkusja
- Syd Barrett – gitara (ukryta pod liniami Gilmoura)